# لانسينغ لوروا ميتشيل
لانسينغ لوروا ميتشيل (بالإنجليزية: Lansing Leroy Mitchell)‏ هو محامي وقاضي أمريكي، ولد في 17 يناير 1914 في سن في الولايات المتحدة، وتوفي في 24 أبريل 2001.